# Щеголек
Щеголёк — село в Беловском районе Курской области, административный центр Щеголянского сельсовета.
Расположено в 15 км к северо-северо-западу от районного центра.

## Население
| 2002 | 2010 |
| ---- | ---- |
| 366  | ↘303 |

## Инфраструктура
Щеголянская основная общеобразовательная школа (на 360 учащихся, построена в 1970 году, количество обучающихся на 01.09.2020 г. — 25 человек), сельский дом культуры, библиотека, медпункт, администрация Щеголянского сельсовета, Михайловский храм.